# Deuxième congrès national wallon
Le Congrès national wallon de 1946 se tint à Charleroi les 11 et 12 mai dans une ville abondamment pavoisée aux couleurs wallonnes, sous l'impulsion de Joseph Tirou, bourgmestre de la Ville, un an plus tard que le Congrès national wallon de Liège des 20 et 21 octobre 1945. Les congressistes sont aussi nombreux qu'à Liège et proposent une réforme constitutionnelle qui fait de la Belgique une Confédération avec deux États, la Flandre et la Wallonie et une Région fédérale (Bruxelles). Les compétences attribuées aux États sont nombreuses et comportent l'économie, l'enseignement, la santé publique; l'agriculture, les travaux publics, la radiodiffusion, la police, la gendarmerie et le maintien de l'ordre. L'État confédéral garde la monnaie, les cultes, le statut de la presse, l'armée, les chemins de fer, la poste et l'organisation judiciaire. Chaque État confédéré peut exercer sous certaines conditions son droit à la sécession. Mais cette disposition, combattue par Rénovation wallonne, ne sera pas reprise lorsque les parlementaires wallons déposeront une proposition de réforme de la Constitution à la Chambre en 1947.
Au terme du Congrès, les participants estiment que ses dirigeants doivent entrer en contact avec les fédéralistes flamands ce que l'Encyclopédie du Mouvement wallon (qui consacre une importante notice à cet événement dans son Tome I, p. 344-345), considère comme l'origine de l'Accord Schreurs-Couvreur de 1952.